# Jan Havelka (politik)
Jan Havelka (16. října 1913 – 20. listopadu 2000) byl český a československý politik Komunistické strany Československa a poúnorový poslanec Národního shromáždění ČSR.

## Biografie
Zastával četné stranické posty. V letech 1950–1953 byl vedoucím tajemníkem Krajského výboru KSČ v Hradci Králové, v letech 1953–1959 byl vedoucím tajemníkem Krajského výboru KSČ Karlovy Vary. 11. sjezd KSČ ho zvolil za člena Ústředního výboru Komunistické strany Československa. 12. sjezd KSČ, 13. sjezd KSČ, 14. sjezd KSČ a 15. sjezd KSČ ho ve funkci potvrdil. V letech 1959–1972 zastával post vedoucího oddělení na ÚV KSČ. Působil i v diplomacii. Od roku 1972 do roku 1978 zastával post velvyslance ČSSR v Sovětském svazu. Od roku 1978 pak byl tajemníkem českého Ústředního výboru Svazu československo-sovětského přátelství. V roce 1968 mu byl udělen Řád republiky, předtím v roce 1963 Řád práce.
Ve volbách roku 1954 byl zvolen do Národního shromáždění za KSČ ve volebním obvodu Karlovy Vary. V parlamentu setrval až do konce funkčního období, tedy do voleb roku 1960.